# PS Kalamata
PS Kalamata (řecky Ποδοσφαιρικός Σύλλογος "Η Καλαμάτα"; fotbalový klub Kalamata) je řecký fotbalový klub z města Kalamata v kraji Messénie, který byl založen v roce 1967.  Domácím hřištěm je Městský stadion pro 4 496 diváků. Barvy klubu jsou černá a bílá.
PS Kalamata odehrála dosud 7  sezón v řecké nejvyšší soutěži v letech 1972–1973, 1974–1975, 1995–1998, 1999–2001.
V sezóně 2022/23 skončil klub na 5. místě v 2. řecké Superlize.

## Účast v evropských pohárech
| Sezóna | Soutěž          | Kolo    | Soupeř          | Doma | Venku | Celkem |
| ------ | --------------- | ------- | --------------- | ---- | ----- | ------ |
| 2000   | Pohár Intertoto | 3. kolo | FK Chmel Blšany | 0:3  | 0:5   | 0:8    |